# Зелінський Валерій Федорович
Вале́рій Фе́дорович Зелі́нський (5 жовтня 1930, Вапнярка — 17 березня 1997, Київ) — український графік; член Спілки журналістів України з 1958 року та Спілки радянських художників Уукраїни з 1959 року. Заслужений діяч мистецтв УРСР з 1977 року. Лауреат Премії імені Ярослава Галана за 1979 рік.

## Біографія
Народився 5 жовтня 1930 року на станції Вапнярці (нині селище міського типу у Тульчинському районі Вінницької області, Україна). Протягом 1950—1957 років навчався на архітектурному факультеті Київського художнього інституту. Дипломна робота — проєкт будівлі цирку для Києва (керівник Євген Катонін).
У 1950—1969 роках працював у Києві у журналі «Перець»: від 1959 року — завідувач художнього відділу, згодом — головний художник. Член КПРС з 1962 року.
Мешкав у Києві в будинку на вулиці Гарматній, № 39в, квартира № 42. Помер в Києві 17 березня 1997 року.

## Творчість
Працював у галузі книжкової та сатиричної графіки. Серед робіт:
- ілюстрації та оформлення до книг:  «Вишневі усмішки» Остапа Вишні (Київ, 1959),  «Ой, ти Галю…» Степана Олійника (Київ, 1960);
- карикатури для журналу «Перець»: «Перші авральники» (1962), «Портрет шептуна» (1965), «Хто там? — Свої» (1965), «Сучасні грецькі Атланти» (1969).

Також автор карикатур в газетах «Правда України», «Робітнича газета».
Брав участь у республіканських виставках з 1959 року, всесоюзних — з 1967 року, зарубіжних з — 1966 року.